# Obernai
Obernai – miejscowość i gmina we Francji, w regionie Grand Est, w departamencie Dolny Ren.
Według danych na rok 1990 gminę zamieszkiwało 9610 osób, 373 os./km².
W Obernai znajduje się jeden z największych browarów w Europie. Wytwarzający rocznie 7,5 mln hl piwa zakład jest częścią browaru Kronenbourg.

## Współpraca
Miejscowość partnerska:
- Pully, Szwajcaria